# Hilpertsweiler
Hilpertsweiler ist ein Gemeindeteil der Gemeinde Schnelldorf im Landkreis Ansbach (Mittelfranken, Bayern). Hilpertsweiler liegt in der Gemarkung Unterampfrach.

## Geografie
Durch den Weiler fließt der Holderbach, ein rechter Zufluss der Ampfrach. Im Süden befindet sich ein Gewerbegebiet. Die Staatsstraße 1066 führt an Haundorf vorbei nach Leukershausen (4 km westlich) bzw. zur Anschlussstelle 111 der Bundesautobahn 7 (0,4 km östlich). Die Kreisstraße AN 40 führt nach Seiderzell (1,2 km südlich). Eine Gemeindeverbindungsstraße führt nach Unterampfrach (1,8 km nordwestlich).

## Geschichte
Der Ort wird noch im Dreißigjährigen Krieg „Hilprandsweyler“ (Hildebrandsweiler) genannt.
Hilpertsweiler lag im Fraischbezirk des ansbachischen Oberamtes Feuchtwangen. Im Jahre 1732 bestand der Ort aus drei Anwesen mit 4 Mannschaften und 1 Gemeindehirtenhaus. Grundherren waren Ämter von Feuchtwangen (Kastenamt Feuchtwangen: 1 Halbhöflein; Verwalteramt Ampfrach: 1 Hof) und das Rittergut Wiesethbruck der Schenk von Geyern zu Syburg (1 Hof mit doppelter Mannschaft). An diesen Verhältnissen änderte sich bis zum Ende des Alten Reiches nichts. Von 1797 bis 1808 unterstand der Ort dem Justiz- und Kammeramt Feuchtwangen.
Mit dem Gemeindeedikt (frühes 19. Jahrhundert) wurde Hilpertsweiler dem Steuerdistrikt Mosbach und der Ruralgemeinde Unterampfrach zugeordnet. Im Zuge der Gebietsreform in Bayern wurde diese am 1. Januar 1972 nach Schnelldorf eingemeindet.

### Baudenkmäler
- Haus Nr. 9: Wohnstallhaus[10]

ehemaliges Baudenkmal
- Steinkreuz

### Einwohnerentwicklung
| Jahr      | 001818 | 001840 | 001861 | 001871 | 001885 | 001900 | 001925 | 001950 | 001961 | 001970 | 001987 |
| Einwohner | 37     | 27     | 39     | 38     | 40     | 29     | 37     | 39     | 27     | 28     | 21     |
| Häuser    | 5      | 5      |        |        | 6      | 4      | 5      | 6      | 5      |        | 6      |
| Quelle    | [ 12 ] | [ 13 ] | [ 14 ] | [ 15 ] | [ 16 ] | [ 17 ] | [ 18 ] | [ 19 ] | [ 20 ] | [ 21 ] | [ 1 ]  |

## Religion
Der Ort ist seit der Reformation evangelisch-lutherisch geprägt und bis heute nach St. Sebastian und St. Veit (Unterampfrach) gepfarrt. Die Einwohner römisch-katholischer Konfession sind nach St. Ulrich und Afra (Feuchtwangen) gepfarrt.